# Jean-François-Albert du Pouget de Nadaillac
Jean-François-Albert du Pouget, Marquis de Nadaillac (født 16. oktober 1818 i London, død 1. juli 1904 i Cloyes-sur-le-Loir) var en fransk oldgransker og politisk forfatter.
de Nadaillac har udgivet en række værdifulde skrifter om den forhistoriske tid: L'Ancienneté de l'homme (2. udgave 1870); Le Premier homme et les temps préhistoriques (2 bind, 1880); L'Amérique préhistorique (1882) med flere.